# Stazione di Ghirla
La stazione di Ghirla era una stazione posta lungo la ferrovia della Valganna e capolinea meridionale della linea per Ponte Tresa. Serviva il centro abitato di Ghirla, frazione del comune di Valganna, in provincia di Varese.

## Storia

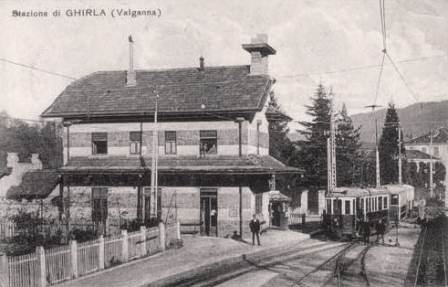
La stazione in una cartolina d'epoca

Nei primi anni 1910 la Società Varesina per Imprese Elettriche, titolare di buona parte delle linee ferroviarie leggere dell'alto Varesotto, decise di attivare un nuovo collegamento tra la Valganna e il comune frontaliero di Lavena: tale relazione era d'importanza strategica, in quanto nel limitrofo paese svizzero di Ponte Tresa aveva il suo capolinea la linea a scartamento ridotto per Lugano, che permetteva il collegamento quasi diretto con il sistema delle strade ferrate elvetiche.
Nel 1912 la società ottenne la concessione e commissionò pertanto all'architetto Giuseppe Sommaruga la ricostruzione della fermata di Ghirla, onde tramutarla in un interscambio tra la nuova linea e quella tra Luino e Varese: i lavori procedettero speditamente e già il 4 febbraio 1914 la nuova stazione venne inaugurata. Pochi mesi dopo, il 17 luglio 1914, venne attivata la linea per Ponte Tresa, rendendo effettiva la funzione di stazione di diramazione.
L'esercizio rimase fiorente fino allo scoppio della seconda guerra mondiale, dopo la quale le linee tramviarie del Varesotto conobbero un progressivo calo del traffico: ciò si sommò alla visione della nuova classe dirigente repubblicana a vari livelli, che guardava con maggior favore al trasporto su gomma piuttosto che a quello ferroviario, giudicato troppo dispendioso e poco efficiente. Il 25 agosto 1953 cessò il servizio sulla linea per Ponte Tresa e il 28 febbraio 1955 accadde lo stesso sulla tratta Varese-Luino.
Nei mesi successivi si provvide a disarmare il sedime ferroviario, a rimuovere la palificazione e le apparecchiature elettriche: il sedime venne asfaltato e il complesso fu trasformato in autostazione a servizio delle linee automobilistiche interurbane.

## Strutture e impianti
Trattandosi di un interscambio di diramazione tra due linee, la stazione disponeva di un sedime attrezzato con binari di transito, di sosta e di manovra. Inizialmente tutto il piazzale era completamente scoperto: qualche anno dopo l'inaugurazione vennero aggiunte alcune pensiline in ferro battuto, onde riparare i tre binari passanti.
Il complesso è architettonicamente coerente con i dettami dello stile Liberty nell'interpretazione dell'architetto Sommaruga: il fabbricato viaggiatori (a due piani più sottotetto) è in cemento intonacato, con finiture angolari e fasce marcapiano realizzate col porfido (o granofiro) estratto a Cuasso al Monte.